# Friedrich I. (Österreich)

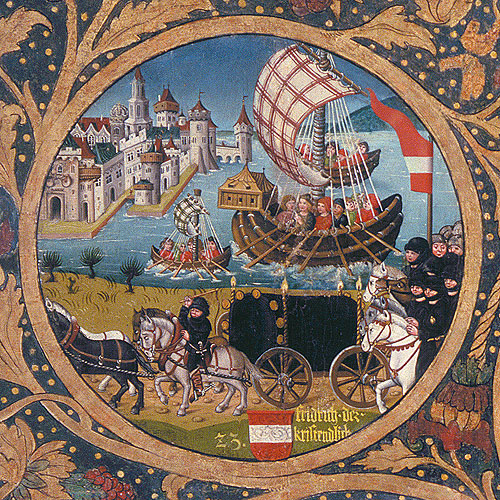
Die Leiche des Kreuzfahrers Friedrich I. wird zurück nach Österreich überführt. (Babenberger-Stammbaum, um 1490, Stift Klosterneuburg)

Friedrich I., genannt der Katholische oder der Christliche, (* um 1175; † 16. April 1198 in Akkon) aus dem Geschlecht der Babenberger war von 1194 bis zu seinem Tod Herzog von Österreich.
Friedrich I. war der Sohn von Herzog Leopold V. Er folgte 1194 seinem Vater nach und beteiligte sich 1197 am Kreuzzug Kaiser Heinrichs VI. nach Palästina. Kurz vor Antritt der Rückreise nach Österreich starb Friedrich I. unverheiratet am 16. April 1198 in Akkon. Begraben wurde er im Stift Heiligenkreuz in Niederösterreich.
Sein jüngerer Bruder Leopold VI. erbte das Herzogtum.